# Drużynowe Mistrzostwa Polski na Żużlu 2020
Drużynowe Mistrzostwa Polski na Żużlu 2020 – 73. edycja Drużynowych Mistrzostw Polski, organizowanych przez Polski Związek Motorowy.

## eWinner 1. Liga Żużlowa

### Tabela
| Msc | Drużyna                                      | M. | Z. | R. | P. | Pkt | Bon | Razem | +/–  |
| --- | -------------------------------------------- | -- | -- | -- | -- | --- | --- | ----- | ---- |
| 1   | eWinner Apator Toruń                         | 14 | 11 | 0  | 3  | 22  | 7   | 29    | +240 |
| 2   | Car Gwarant Kapi Meble Budex Start Gniezno   | 14 | 10 | 0  | 4  | 20  | 5   | 25    | +67  |
| 3   | Orzeł Łódź                                   | 14 | 8  | 1  | 5  | 17  | 5   | 22    | +42  |
| 4   | Zdunek Wybrzeże Gdańsk                       | 14 | 7  | 0  | 7  | 14  | 3   | 17    | -31  |
| 5   | Unia Tarnów                                  | 14 | 6  | 0  | 8  | 12  | 3   | 15    | -76  |
| 6   | Arged Malesa TŻ Ostrovia Ostrów Wielkopolski | 14 | 6  | 0  | 8  | 12  | 2   | 14    | -75  |
| 7   | Abramczyk Polonia Bydgoszcz                  | 14 | 4  | 1  | 9  | 9   | 2   | 11    | -96  |
| 8   | Lokomotīve Dyneburg                          | 14 | 3  | 0  | 11 | 6   | 1   | 7     | -71  |

M. – liczba meczów, Z. – liczba zwycięstw, R. – liczba remisów, P. – liczba porażek,
Pkt. – liczba punktów, Bon. – liczba bonusów, Razem – suma Pkt. i Bon.,
+/– – różnica między zdobytymi i straconymi punktami biegowymi.

## 2. Liga Żużlowa

### Tabela
| Msc | Drużyna                            | M. | Z. | R. | P. | Pkt | Bon | Razem | +/–  |
| --- | ---------------------------------- | -- | -- | -- | -- | --- | --- | ----- | ---- |
| 1   | Wilki Krosno                       | 10 | 10 | 0  | 0  | 20  | 5   | 25    | +251 |
| 2   | OK Bedmet Kolejarz Opole           | 10 | 7  | 0  | 3  | 14  | 4   | 18    | +93  |
| 3   | SpecHouse PSŻ Poznań               | 10 | 4  | 0  | 6  | 8   | 2   | 10    | -34  |
| 4   | RzTŻ Rzeszów                       | 10 | 3  | 0  | 7  | 6   | 2   | 8     | -54  |
| 5   | Metalika Recycling Kolejarz Rawicz | 10 | 3  | 0  | 7  | 6   | 2   | 8     | -93  |
| 6   | Wölfe Wittstock                    | 10 | 3  | 0  | 7  | 6   | 0   | 6     | -173 |

M. – liczba meczów, Z. – liczba zwycięstw, R. – liczba remisów, P. – liczba porażek,
Pkt. – liczba punktów, Bon. – liczba bonusów, Razem – suma Pkt. i Bon.,
+/– – różnica między zdobytymi i straconymi punktami biegowymi.